# Leopoldo de Gaiche
Leopoldo de Gaiche, nacido Giovanni Croci (Gaiche di Piegaro, 30 de octubre de 1732 - Monteluco, 2 de abril de 1815), fue un sacerdote franciscano italiano, proclamado beato por el Papa León XIII en 1893.

## Biografía
Se incorporó a los franciscanos recoletos del convento de Cibottola di Piegaro en 1752 y en 1757 fue ordenado sacerdote.  Trabajó en la predicación de misiones populares y desempeñó este ministerio en diversas áreas de los Estados Pontificios. En 1768 fue nombrado misionero apostólico.
En su predicación siguió el método de Leonardo da Porto Maurizio, destinado a involucrar a los oyentes por medio de una fuerte carga emocional, llegando a presentarse ante los fieles con una corona de espinas en la cabeza, azotándose, mientras recitaba el Miserere.
En 1788 eligió el Santuario de San Francisco en Monteluco como un retiro espiritual de estricta observancia. En 1809 intentó expulsar a las tropas napoleónicas que habían subido a la montaña para plantar el árbol de la libertad, pero la invasión napoleónica le obligó a abandonar el convento y su ministerio, sufriendo prisión por su negativa a unirse al Imperio.
Reanudada su actividad después de la Restauración, contribuyó a la reapertura de los conventos suprimidos y erigió numerosos viacrucis.
Murió en Monteluco en 1815. Sus restos descansan en el interior de la pequeña iglesia del santuario de San Francisco, al borde del bosque sagrado.

## El culto
Fue declarado venerable el 13 de febrero de 1855 y beatificado por el Papa León XIII el 12 de marzo de 1893.
Su alabanza se puede leer en el Martirologio Romano del 2 de abril.

En Spoleto, en la Umbría, beato Leopoldo de Gaiche, presbítero de la
Orden de Hermanos Menores, que estableció el santuario de Monte Luco.
Martirologio Romano